# Architectonique (architecture)
L'architectonique est en architecture, l'art de la construction, ce qui est conforme à l'art constituant de l'architecture, son sens étymologique grec architectoniké.
Est qualifié d'architectonique ce qui correspond aux règles de l'architecture.
Symbolisé par l'objet honorable en or, l'outil utilisé pour produire l'architecture égyptienne antique par les architectes (personnes à qui cette fonction est reconnue) est une règle articulée de la longueur fixée (standard) du bras humain, longueur divisée en mains, longueur elle-même divisée en doigts.
Par cet outil, l'architecte égyptien parvient à formuler la totalité portée par l'architecture. À partir de cette conception du « tout » apparaissent les considérations sur le Grand Architecte de l'Univers.  
Selon Eduard Sekler (en), l'architectonique est un lien entre la structure et la construction. Elle résulte de « l'expression tectonique », soit son image, son sens, le ou les messages qu'un bâtiment véhicule.
Selon Pierre Chausse en revanche la construction n'assume pas tant une fonction originelle dans l'architectonique mais plutôt la substance agencée comme référent perceptif d'un concept architectural.
Au sens ordinaire, on parle ainsi de « béton architectonique » : il s'agit d'un « béton décoratif ». En effet, le béton brut, souvent associé dans les esprits à une architecture de reconstruction par des grands ensembles dans l'après Seconde Guerre mondiale, a une image très froide. Le béton architectonique est un béton destiné à rester apparent dont l'esthétique a été travaillée, résultant de la volonté d'architectes qui s'inspirent du style brutaliste en architecture, par la volonté des plasticiens ou industriels d'en « humaniser » l'aspect. 
Pour le spécialiste français des bétons architectoniques, Jean-Pierre Aury: « un béton est dit "architectonique" (ou architectural ce qui est synonyme) lorsqu’il est un élément de synthèse entre la technique et l’esthétique. Cette nécessaire harmonie qui doit exister entre les caractéristiques techniques, les caractéristiques architecturales et les caractéristiques de parement d’un béton sont primordiales pour que le béton soit, par sa qualité, un matériau digne de ce nom ».